# FAI Cup 2025
La FAI Cup 2025, denominata Sports Direct FAI Cup per ragioni di sponsorizzazione, è la 105ª edizione della Coppa nazionale irlandese di calcio. La competizione è iniziata l'11 maggio 2025 e terminerà a novembre dello stesso anno. La squadra vincente ottiene la qualificazione alla UEFA Conference League 2026-2027.
La squadra campione in carica è il Drogheda Utd, che ha vinto la sua seconda coppa nazionale nell'edizione 2024.

## Squadre partecipanti
Alla competizione prendono parte 44 squadre, 10 per ognuna delle prime due serie nazionali e altre 24 dai campionati dilettantistici.
| Premier Division | First Division | Leinster Senior League | Munster Senior League                                                     | Altri campionati |
| --- | --- | --- | ------------------------------------------------------------------------- | --- |
| - Bohemians - Cork City - Derry City - Drogheda - Galway United - Shamrock Rovers - Shelbourne - Sligo Rovers - St Patrick's - Waterford | - Athlone Town - Bray Wanderers - Cobh Ramblers - Dundalk - Finn Harps - Kerry - Longford Town - Treaty United - UCD - Wexford | - Badoyle United - Bangor Celtic - Crumlin Utd - Killester Donnycarney - Leicester Celtic - Liffey Wanderers - Lucan United - River Valley Rangers - St Mochta's - Tolka Rovers - Usher Celtic - Wayside Celtic | - College Corinthians - Douglas Hall - Midleton - Ringmahon Rangers - UCC | - Castlebar Celtic - Fairview Rangers - Fanad United - Janesboro - North End United - Salthill Devon - St. Michael's |

## Primo turno
Il sorteggio per il primo turno è stato effettuato l'8 aprile 2025.
| Squadra 1           | Risultato    | Squadra 2             |
| ------------------- | ------------ | --------------------- |
| 11 maggio 2025      |              |                       |
| North End United    | 1 – 4        | Castlebar Celtic      |
| 15 maggio 2025      |              |                       |
| Wayside Celtic      | 4 – 0        | River Valley Rangers  |
| 16 maggio 2025      |              |                       |
| Crumlin Utd         | 4 – 2        | Lucan United          |
| 17 maggio 2025      |              |                       |
| Midleton            | 0 – 6        | Killester Donnycarney |
| College Corinthians | 1 – 2        | Bangor Celtic         |
| Fairview Rangers    | 4 – 0        | Baldoyle United       |
| Ringmahon Rangers   | 1 – 3        | UCC                   |
| St Mochta's         | 4 – 0        | Douglas Hall          |
| 18 maggio 2025      |              |                       |
| Leicester Celtic    | 2 – 1        | Fanad United          |
| Salthill Devon      | 2 – 1        | Liffey Wanderers      |
| Tolka Rovers        | 3 – 1        | Janesboro             |
| St. Michael's       | 3 – 0 (tav.) | Usher Celtic          |

## Secondo turno
Il sorteggio per il secondo turno è stato effettuato il 5 giugno 2025.
| Squadra 1             | Risultato   | Squadra 2        |
| --------------------- | ----------- | ---------------- |
| 18 luglio 2025        |             |                  |
| Bray Wanderers        | 3 – 0       | Wayside Celtic   |
| Cork City             | 3 – 0       | Leicester Celtic |
| Drogheda              | 5 – 0       | Crumlin Utd      |
| Dundalk               | 0 – 2       | Sligo Rovers     |
| Finn Harps            | 3 – 0       | UCD              |
| Galway United         | 2 – 0       | Tolka Rovers     |
| Kerry                 | 2 – 1 (dts) | Athlone Town     |
| Killester Donnycarney | 0 – 7       | Bohemians        |
| Treaty United         | 1 – 5       | Derry City       |
| Waterford             | 5 – 1       | St Mochta's      |
| Shamrock Rovers       | 4 – 0       | Wexford Youths   |
| 19 luglio 2025        |             |                  |
| Salthill Devon        | 1 – 0       | St. Michael's    |
| Bangor Celtic         | 0 – 2       | Cobh Ramblers    |
| Fairview Rangers      | 0 – 4       | Shelbourne       |
| 20 luglio 2025        |             |                  |
| Castlebar Celtic      | 3 – 6       | Longford Town    |
| St Patrick's          | 8 – 0       | UCC              |

## Ottavi di finale
| Squadra 1       | Risultato       | Squadra 2      |
| --------------- | --------------- | -------------- |
| 15 agosto 2025  |                 |                |
| Bohemians       | 0 – 1           | Sligo Rovers   |
| Cork City       | 2 – 1           | Waterford      |
| Finn Harps      | 3 – 1           | Bray Wanderers |
| Kerry           | 2 – 0           | Cobh Ramblers  |
| Salthill Devon  | 0 – 4           | Galway United  |
| 16 agosto 2025  |                 |                |
| Derry City      | 1 – 1 (0-3 dtr) | Drogheda Utd   |
| 17 agosto 2025  |                 |                |
| St Patrick's    | 2 – 0           | Shelbourne     |
| Shamrock Rovers | 2 – 1           | Longford Town  |